# Marasuchus
Marasuchus es un género extinto de ornitodiros, saurópsidos emparentados con los dinosaurios, que vivió a mediados del período Triásico (Ladiniense, hace unos 230 millones de años) en la Formación Chañares situada en La Rioja, Argentina. Era un pequeño depredador de solo 40 centímetros de largo.
La especie Marasuchus lilloensis fue descrita originalmente como una segunda especie de Lagosuchus, L. lilloensis. Sin embargo, en un restudio de Lagosuchus realizado por Sereno y Arcucci (1994), los autores concluyeron que el espécimen original (la especie tipo) estaba muy mal preservado como para permitir añadir especímenes adicionales a ese género. Ellos también notaron que el espécimen de L. lilloensis tenía proporciones diferentes en las extremidades con respecto a la especie tipo. Basándose en esto, ellos asignaron a L. lilloensis a un nuevo género, Marasuchus.

## Galería

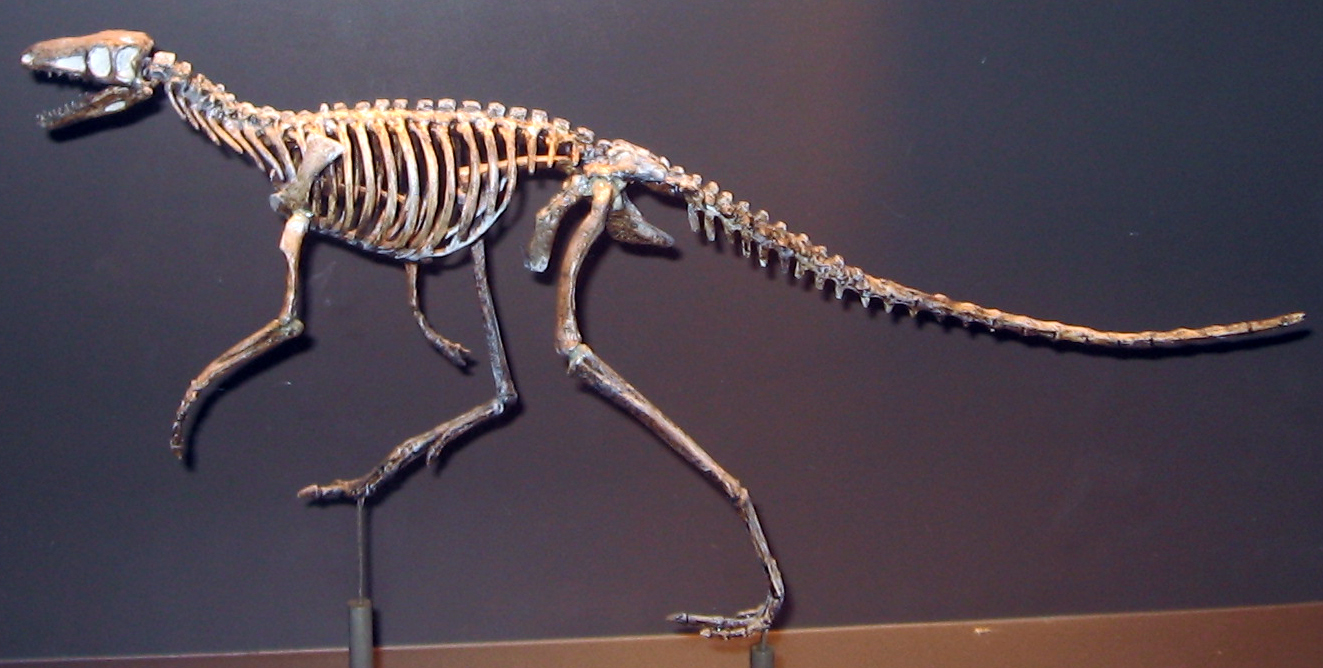
Esqueleto
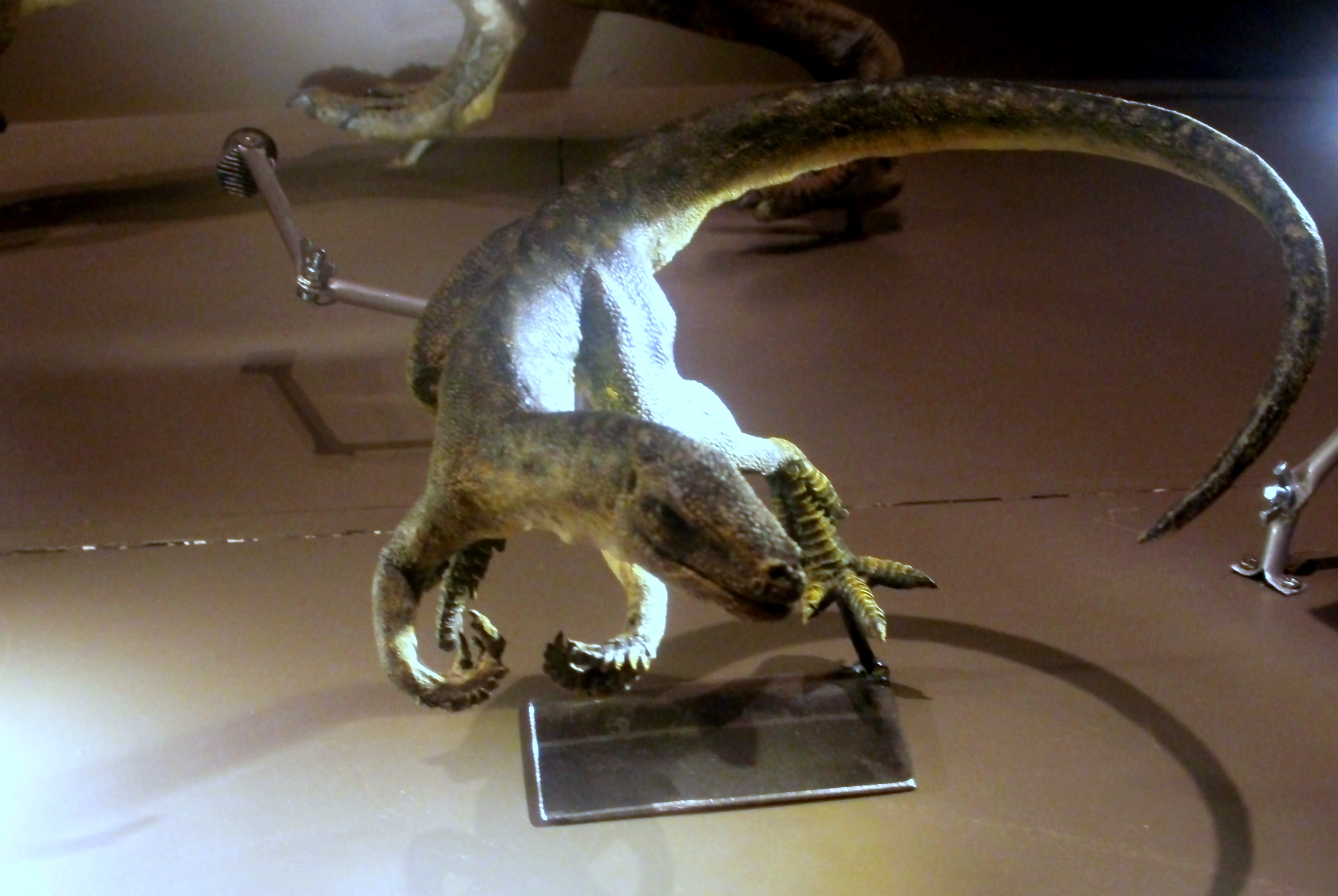
Recreación paleoartística de Marasuchus